# Ta'lab

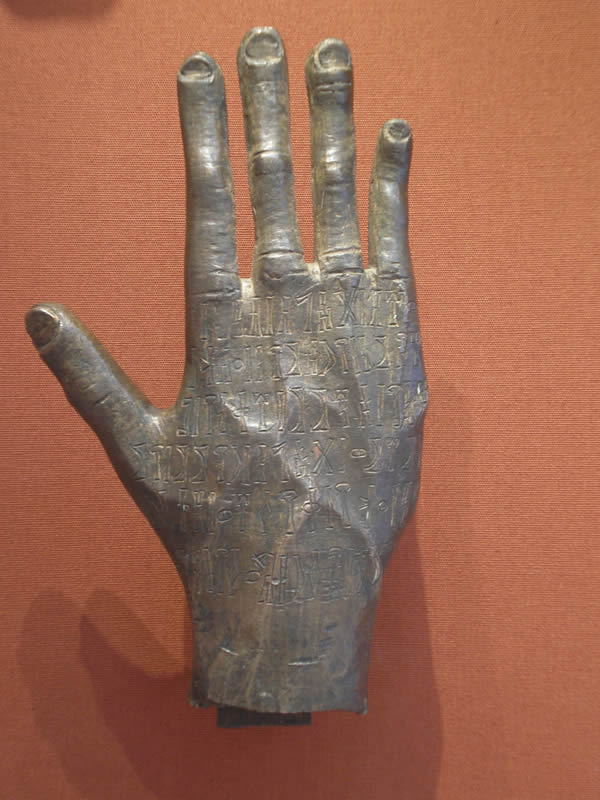
Sabäische Bronzehand mit Widmung an Ta'lab

Ta'lab (sabäisch tʾlb) war ein altsüdarabischer Gott, der seit dem 5. Jahrhundert v. Chr. in Sum'ay im Westen Sabas verehrt wurde und den Gott Sama ersetzte. Er wurde zum Stammesgott der Sama' und zum Patron der Familie der Hamdaniden, die zeitweise den sabäischen Königsthron innehatten. Mit ihrem Aufstieg gewann er zusätzlich an Bedeutung und wurde nun in den Inschriften ähnlich wie früher Almaqah behandelt. Ein besonders wichtiges Heiligtum befand sich in Riyam, wo Ta'lab auch im Orakel befragt wurde. Über Ta'labs Funktion ist wenig bekannt, einiges weist jedoch darauf hin, dass er ein Mondgott gewesen sein könnte. So bedeutet sein Name „Steinbock“ und sein Beiname Zabyan "Gazelle. Auch die Beinamen „der gütig sein lässt“, „Herr der frischen Weide“ und „Herr der jungen Gazellen“ weist in diese Richtung.